# Víctor Carbajal
Víctor Carbajal Callirgos (Trujillo, 23 de junio de 1988) es un futbolista peruano. Juega de volante por izquierda y su equipo actual es Racing de Huamachuco que participa en la Copa Perú. Tiene 36 años.

## Trayectoria
Se ha convertido en uno de los jugadores con mayor proyección del César Vallejo desde su debut en el 2007 con el equipo trujillano año en el que campeona en la Segunda División 2007.
A mediados del 2011, su club César Vallejo lo cede en préstamo al Alianza Atlético.

## Clubes
| Club                       | País   | Año         |
| -------------------------- | ------ | ----------- |
| Assyriska FF               | Suecia | 2006        |
| Carlos Tenaud              | Perú   | 2007        |
| Universidad César Vallejo  | Perú   | 2007-2011   |
| Alianza Atlético           | Perú   | 2011        |
| José Gálvez                | Perú   | 2012        |
| Universidad Señor de Sipán | Perú   | 2013        |
| Los Caimanes               | Perú   | 2014        |
| Alianza Universidad        | Perú   | 2015        |
| Willy Serrato              | Perú   | 2016 - 2017 |
| Sport Chavelines           | Perú   | 2019        |
| Racing de Huamachuco       | Perú   | 2021 -      |

## Palmarés
| Título                        | Club                      | País | Año  |
| ----------------------------- | ------------------------- | ---- | ---- |
| Segunda División del Perú     | Universidad César Vallejo | Perú | 2007 |
| Torneo de Promoción y Reserva | Universidad César Vallejo | Perú | 2010 |